# Oberhard (Dinkelsbühl)
Oberhard ist ein Gemeindeteil der Großen Kreisstadt Dinkelsbühl im Landkreis Ansbach (Mittelfranken, Bayern). Oberhard liegt in der Gemarkung Seidelsdorf.

## Geografie
Der Weiler liegt am Buckenweiler Bach und am Krokusgraben, beides rechtes Zuflüsse des Hardbachs (im Mittellauf Mühlgraben und im Unterlauf Walkenweiherbach genannt), der seinerseits ein rechter Zufluss der Wörnitz ist. Im Süden liegt das Kirchholz, im Norden die Hirschlach und im Osten das Heiligenfeld.
Die Kreisstraße AN 44/K 2646 führt nach Hardhof (1,5 km östlich) bzw. nach Buckenweiler (0,8 km westlich). Gemeindeverbindungsstraßen führen nach Wolfertsbronn zur Staatsstraße 2220 (1,2 km südlich) und nach Obermeißling (1,4 km nördlich).

## Geschichte
Die Fraisch über Oberhard war strittig zwischen dem ansbachischen Oberamt Crailsheim, dem oettingen-spielbergischen Oberamt Mönchsroth und der Reichsstadt Dinkelsbühl. Die Dorf- und Gemeindeherrschaft hatte das Oberamt Mönchsroth. Der Ort gehörte zur Realgemeinde Buckenweiler. Gegen Ende des 18. Jahrhunderts gab es 8 Anwesen. Grundherren waren das Oberamt Mönchsroth (6 Lehengüter) und die Reichsstadt Dinkelsbühl (katholische Kirchenpflege: 1 Gut; Spital: 1 Gut). Von 1797 bis 1808 unterstand der Ort dem Justiz- und Kammeramt Crailsheim.
Im Jahr 1809 wurde Oberhard infolge des Gemeindeedikts dem Steuerdistrikt Segringen und der Ruralgemeinde Seidelsdorf zugeordnet. Am 1. Juli 1970 wurde Oberhard nach Dinkelsbühl eingegliedert.

## Einwohnerentwicklung
| Jahr      | 001818 | 001840 | 001861 | 001871 | 001885 | 001900 | 001925 | 001950 | 001961 | 001970 | 001987 |
| Einwohner | 33     | 46     | 43     | 46     | 33     | 49     | 41     | 45     | 39     | 36     | 46     |
| Häuser    | 7      | 7      |        |        | 8      | 9      | 7      | 7      | 7      |        | 8      |
| Quelle    | [ 11 ] | [ 12 ] | [ 13 ] | [ 14 ] | [ 15 ] | [ 16 ] | [ 17 ] | [ 18 ] | [ 19 ] | [ 20 ] | [ 1 ]  |

## Religion
Der Ort ist seit der Reformation evangelisch-lutherisch geprägt und bis heute nach St. Vinzenz (Segringen) gepfarrt. Die Katholiken sind nach St. Georg (Dinkelsbühl) gepfarrt.